# San Felipe (Colombia)
San Felipe è un distretto dipartimentale della Colombia facente parte del dipartimento di Guainía.